# 발타쳅스키군

발타쳅스키 군의 위치

발타쳅스키군(러시아어: Балтачевский район, 바시키르어: Балтас районы)은 바시키르 공화국의 북쪽에 위치한 군이다. 중심지는 스타로발타체보(Старобалтачево)이고, 우파에서 220km 떨어져 있다. 1930년에 설치되었고 면적은 1598 km2이다. 1995년의 조사에서 인구는 2만4,900명이었다. 1인당 인구 밀도는 16명이다. 주민은 타타르족, 바시키르인, 마리인이다.
북동쪽에는 프리벨스카야우발리스토볼니스타야 평원이 펼쳐져 있다. 삼림이 군 면적의 21.6%를 차지한다.
57개의 종합대학이 위치해 있고 타타르어 신문인 «아자틀리크»(Азатлык)가 발간된다.